# Iris splendida
Iris splendida es una especie de mantis de la familia Tarachodidae.

## Distribución geográfica
Se encuentra en Afganistán y Pakistán.